# Condado de Villafranqueza
El condado de Villalonga es un título nobiliario español, creado por el rey Felipe III de España en fecha desconocida de 1603 a favor de Pedro Franqueza y Esteve, secretario de los Consejos de Aragón, de Castilla, de Inquisición y de Estado.

## Denominación
Su denominación hace referencia a la baronía de Villalonga, adquirida en 1603 por el primer titular, sita en la localidad de Villalonga, en la provincia de Valencia.

## Historia de los condes de Villafranqueza
Tras la muerte de este, en fecha desconocida de 1614 fue renombrado como condado de Villafranqueza a favor de su hijo primogénito Martín Valerio Franqueza y Román, quien estaba casado con Catalina de la Cerda y Mendoza, hija de Bernardino Suárez de Mendoza y de la Cerda, VI conde de Coruña y VI vizconde de Torija, y sobrina del conde de Miranda del Castañar, presidente del Consejo de Castilla.
En 1693 el conde de Villafranqueza era Joseph Siverio Folch de Cardona, quien casó ese año en doble matrimonio con Damiata Zapata de Calatayud, sobrina del conde de Cirat y barón de Agres y Sella Gaspar de Calatayud; de este matrimonio no nacerían hijos y el título lo heredaría su sobrino Joseph Zapata de Calatayud, hijo del doble matrimonio en 1693 de su hermana Teresa Siverio Folch de Cardona y de su esposo Gaspar de Calatayud, conde de Cirat y barón de Agres y Sella, quien tras el fin de la Guerra de sucesión española solicitó el reconocimiento de la Grandeza de España que le había sido concedida a Joseph Siverio Folch de Cardona en fecha desconocida de 1721, aunque le fue reconocido el 2 de mayo de 1788 a uno de sus descendientes, Miguel Catalá Zapata de Calatayud quien en aquel entonces había cambiado su nombre a Bernardo de Vilarig.
En 10 de septiembre de 2021, sucedió en el título María del Consuelo Merchante Camilleri.